# Peter Bräutigam

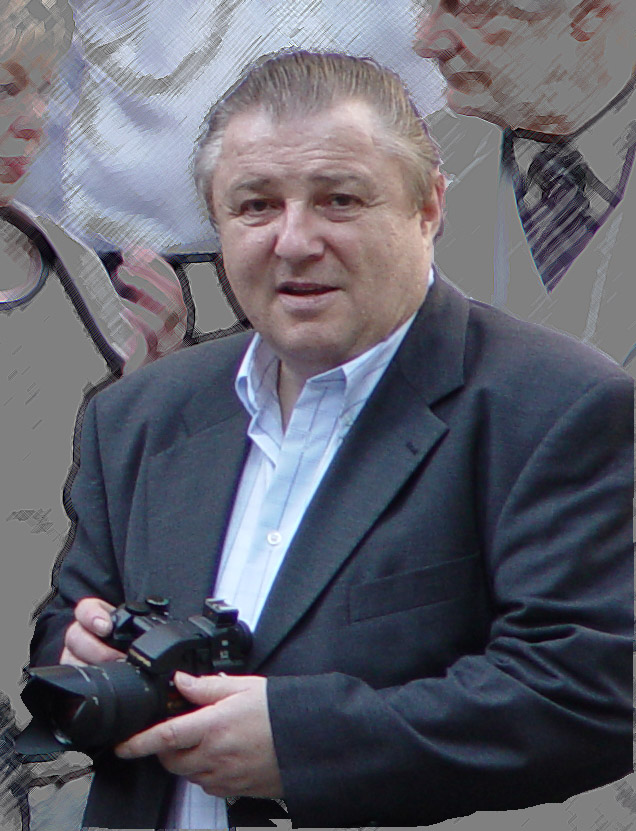
Peter Bräutigam

Peter Bräutigam (* 31. Oktober 1941 in Plauen; † 8. März 2005 in Greiz) war ein deutscher Fotograf, zuletzt  Thüringer Landesinnungsmeister und stellvertretender Bundesinnungsmeister der Fotografeninnung.
Peter Bräutigam übernahm nach erfolgreichem Abschluss der Meisterprüfungen in den 1960er Jahren das ehemalige Geschäft des Greizer Hoffotografen Heinrich Fritz, das u. a. durch die Exklusivlizenz am Hofe der Fürsten Reuß ältere Linie Bedeutung erlangt hatte. Er verlegte den Sitz des Greizer Geschäftes von der heutigen Heinrich-Fritz-Straße in die Brückenstraße und firmierte fortan unter "Foto-Bräutigam".
Langjährige engagierte und qualitativ überzeugende Arbeit ließ sein privates Unternehmen die schwierige Zeit in der DDR überdauern, und nach der politischen Wende entwickelte Peter Bräutigam vielfältige Aktivitäten. Er organisierte sich im Centralverband Deutscher Berufsfotografen, stieg zum Thüringer Landesinnungsmeister der Fotografeninnung auf, engagierte sich politisch in der FDP. Von 1996 bis 2002 war Peter Bräutigam stellvertretender Bundesinnungsmeister der Fotografen in der Bundesrepublik Deutschland.
Das in den langen Jahren seiner Tätigkeit aufgebaute umfangreiche Foto-Archiv dokumentiert u. a. die Entwicklung der Stadt Greiz und ihres Umlandes in der zweiten Hälfte des 20. Jahrhunderts und enthält auch ältere Aufnahmen, die er mit dem Bestand des alten Fotogeschäftes "Heinrich Fritz" übernommen hatte.